# جزن‌آباد
جزن‌آباد یک روستا در ایران است که در استان اصفهان واقع شده‌است. جزن‌آباد ۸ نفر جمعیت دارد.